# Мамбл
«Мамбл» (стилизировано как МАМБЛ) — песня российского рэп-исполнителя GONE.Fludd. Песня была выпущена 12 сентября 2017 года в качестве сингла, с альбома Boys Don’t Cry. Текст песни был написан Александром Смирновым. Трек дебютировал на 7 позиции чарта музыкального сервиса «Genius», а также стал одним из хитов лета 2018 года по версии «Афиша Daily».
25 июня 2018, на официальном канале GONE.Fludd в сервисе YouTube вышел клип «Мамбл».

## Создание и релиз

### Музыкальное видео
25 июня 2018, на YouTube вышел клип «Мамбл». Режиссёром ролика стал Рустам Курташкин. Снятый всего за один день и за 20 тысяч рублей клип на трек «Мамбл» меньше чем за месяц собрал 10 миллионов просмотров в YouTube.
В клипе рэпер тусуется в кукольном доме с двумя девушками, катается в продуктовой тележке и разгуливает по городу со своим неизменным атрибутом — чупа-чупсом. В целом в видео GONE.Fludd хулиганит и веселится. Клип пестрый, яркий, мультяшный, выглядящий как персонаж комикса и при этом очень музыкальный. Работа получилась интересная: видеоряд насыщен визуальными эффектами и нестандартными решениями.

## Реакция
- Хип-хоп портал The Flow поместил песню на 2 место в списке 50 лучших песен 2018 года[12].
- По итогам июля 2018 года песня заняла 11-е место в мировом рейтинге самых просматриваемых на сайте Genius[13].
- Песня стала номинантом музыкальной премии Jaged Music Awards в категории «Сингл года 2018»[14].

## Список композиций
| №  | Название | Текст песни       | Музыка | Длительность |
| -- | -------- | ----------------- | ------ | ------------ |
| 1. | «Мамбл»  | Александр Смирнов | Toreno | 2:36         |

## Позиции в чартах
| Чарты (2018)            | Высшая позиция |
| ----------------------- | -------------- |
| Мир (Genius)            | 7              |
| Россия (ВКонтакте)      | 20             |
| Россия (YouTube Music)  | 29             |
| Украина (YouTube Music) | 65             |